# Список виробників тролейбусів
З моменту винайдення тролейбуса існує понад 200 різноманітних виробників тролейбусів. У переліку наведені як поточні, так і колишні виробники тролейбусів

## Поточні
- Astra Bus, Румунія
- Белкомунмаш, Білорусь
- VDL Berkhof, Нідерланди
- Богдан, Україна

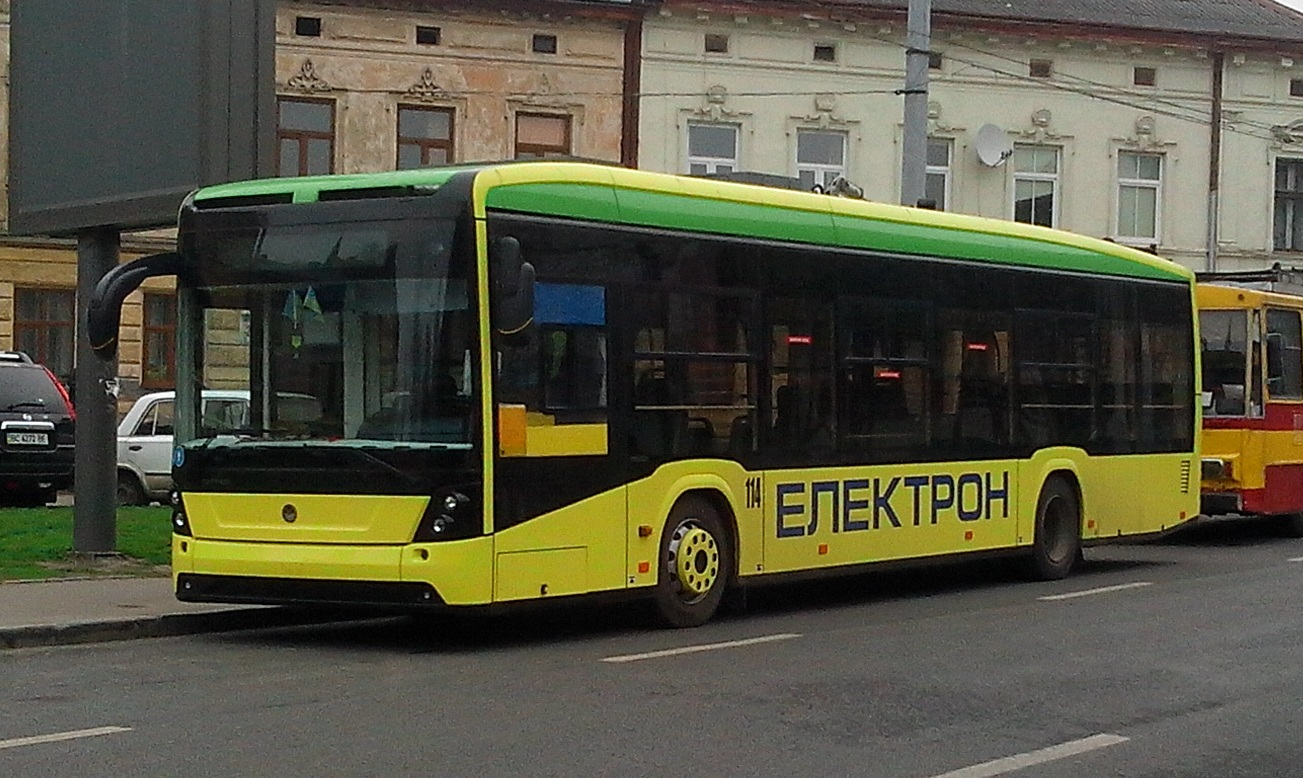
Електрон Т19

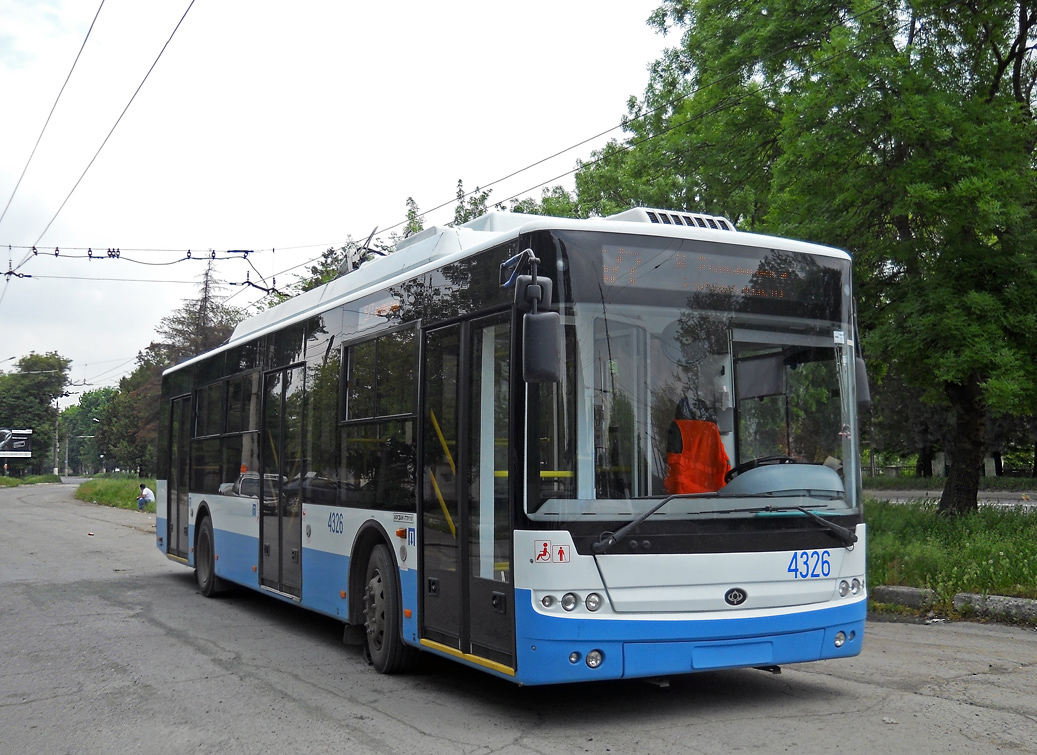
Богдан Т701.10

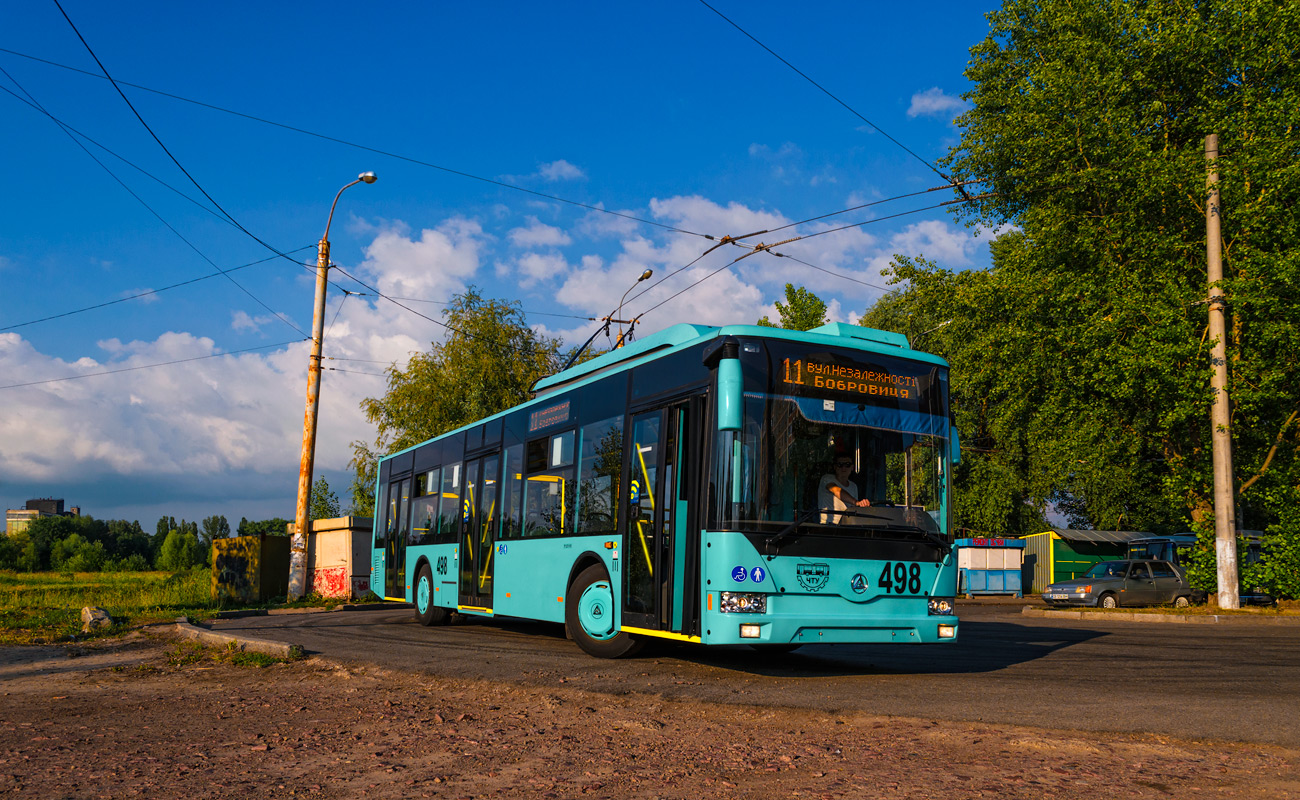
Тролейбус Еталон Т12110 «Барвінок» в Чернігові

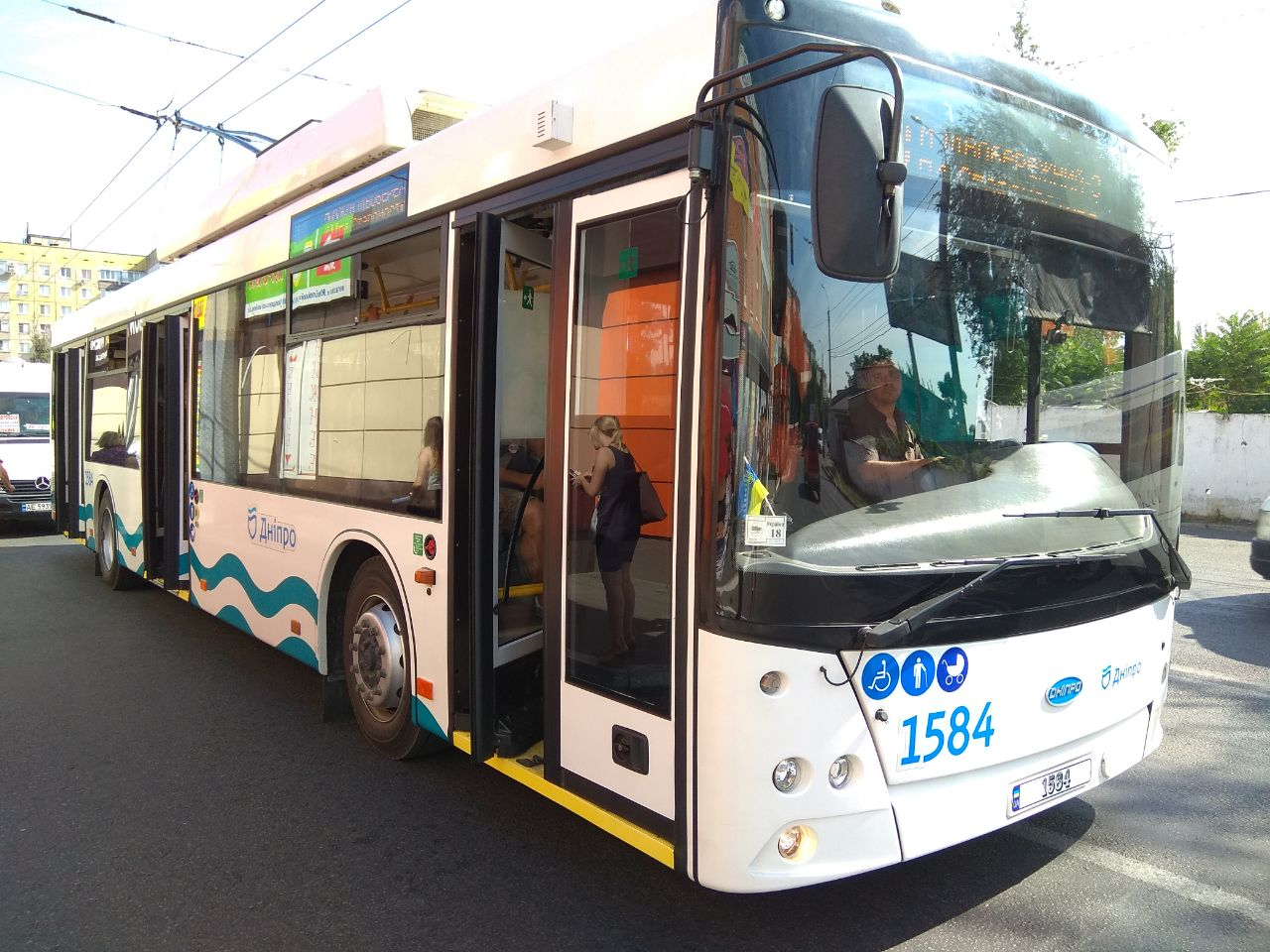
Тролейбус Дніпро Т203 № 1584 на зупинці «Вулиця Березинська» у Дніпрі

- Башкирський тролейбусний завод (БТЗ), Уфа, Росія
- BredaMenarinibus, Італія
- CAIO Induscar, Бразилія
- DesignLine, Нова Зеландія
- DINA, Мексика[2]

- Electro Trans-Service
- Електронтранс, Україна
- Eletra Industrial Ltda, Бразилія
- ELBO, Греція
- Еталон, Україна
- Foton Motor, Китай
- Група Fiat, Італія
  - Iveco
    - Irisbus (з електричним обладнанням Škoda)
- Hess, Швейцарія
- Liannex
- ЛіАЗ, Росія

- Materfer, Аргентина
- Mercedes-Benz, Німеччина
- МАЗ, Білорусь
- МТРЗ
- New Flyer Industries або Flyer Industries, Канада / США
- Пхеньянський тролейбусний завод, КНДР
- Scania, Швеція
- Škoda Electric, Чехія
- Solaris Bus & Coach (з електрообладнанням Ganz (належить Škoda), DP Ostrava, CEGELEC, Vossloh-Kiepe і MEDCOM), Польща
- SOR Libchavy[3](з електричним обладнанням Škoda), Чехія
- Sunwin, Китай
- Транс-Альфа (ВМЗ), Росія
- Тролза, Росія
- Ursus, Польща
- Van Hool, Бельгія
- Volvo Buses, Швеція
- Youngman, Китай
- Yutong, Китай
- Zhongtong Bus, Китай
- Южмаш, Україна

## Колишні
- Alfa Romeo, Італія
- AM General, США
- Авіант, Київ, Україна
- Associated Equipment Company, Велика Британія
- Berna, Швейцарія
- British United Traction, Велика Британія
- Brown Boveri & Company, Канада
- Busscar, Бразилія
- Canadian Car and Foundry, Канада
- Чавдар (компанія), Болгарія
- Crossley Motors, Велика Британія
- Daimler Motor Company, Велика Британія
- Dennis Specialist Vehicles, Велика Британія
- Electric Transit, Inc., спільне підприємство на основі США
- Fiat (дочірня компанія Irisbus все ще виробляє тролейбуси), Італія
- FBW, Швейцарія
- Count & Stift, Австрія
- Guy Motors, Велика Британія
- Henschel, Німеччина
- Hispano-Suiza, Іспанія
- Ікарус, Угорщина
- Brill, США
- Jelcz, Польща
- Kawasaki (Японія)
- Lancia, Італія
- Leyland Motors, Велика Британія
- Mafersa, Бразилія
- Marmon-Herrington, США
- Менаріні, Італія
- MASA (Mexicana de Autobuses SA) — тепер частина Volvo, Мексика
- NAW, Швейцарія
- Neoplan, Німеччина
- Neoplan USA
- Pegaso, Іспанія
- ПТМЗ, Росія
- Praga, Чехія
- Pullman Standard, США
- Ransomes, Sims & Jefferies, Велика Британія
- Richard Garrett & Sons, Велика Британія
- Rocar, Румунія
- Saurer, Швейцарія
- Salvador Caetano, Португалія
- St. Louis Car Company, США
- Socimi, Італія
- Sunbeam, Велика Британія
- Tatra, Чехія
- Тушинський механічний завод, Росія
- Twin Coach, США
- Valmet, Фінляндія
- Vétra, Франція
- Viseon Bus, Німеччина (раніше тролейбусне виробництво Неоплана)
- Волгоградський транспортно-технічний завод, Росія
- Ярославський моторний завод, Росія